# فرد تشيلتون
فرد تشيلتون (بالإنجليزية: Fred Chilton)‏ هو لاعب كرة قدم بريطاني في مركز ظهير ‏، ولد في 10 يوليو 1935 في واشنطن ‏ في المملكة المتحدة. لعب مع نادي سندرلاند.